# دریای گرینلند
دریای گرینلند، دریایی در شرق کشور گرینلند که در اقیانوس منجمد شمالی جای دارد. این دریا نزدیک به قطب شمال است و پس از جنوبگان، دریای گرینلند یکی از مهم‌ترین خاستگاه‌های یخ‌های شناور در جهان می‌باشد زیرا به دلیل گرم شدن زمین، یخ‌های موجود در قطب شمال اندک اندک از آن جدا شده و کوه‌های یخی را به سمت دریای گرینلند روانه می‌سازد.